# Моркиялы
Моркиялы (мар. Моркыял) — село в Волжском районе Республики Марий Эл. Входит в состав Эмековского сельского поселения.

## География
Находится в южной части республики Марий Эл на расстоянии приблизительно 12 км по прямой на северо-восток от районного центра города Волжск.

## История
Упоминается с 1895 года как село в связи с постройкой церкви (не сохранилась). В 1897 году проживало 414 человек, в 1907 428, в 1923 было 114 дворов и 553 жителя. В 1980 году было 397 жителей. В советское время работали колхозы «У корно», «Гигант», им. Калинина, «Россия», совхозы «Эмековский» и «Волжский».

## Население
Население составляло 193 человека (мари 92 %) в 2002 году, 178 в 2010.